# Labuty
Labuty är en ort i Tjeckien.   Den ligger i regionen Södra Mähren, i den östra delen av landet, 230 km sydost om huvudstaden Prag. Labuty ligger 246 meter över havet och antalet invånare är 201.
Terrängen runt Labuty är kuperad norrut, men söderut är den platt. Runt Labuty är det ganska tätbefolkat, med 111 invånare per kvadratkilometer. Närmaste större samhälle är Uherské Hradiště, 18,0 km öster om Labuty. Trakten runt Labuty består till största delen av jordbruksmark.